# 齋藤元彥
齋藤元彥（日语：／ Saitou Motohiko ?，1977年11月15日—），日本政治人物，第53、54任兵庫縣縣知事（現任）。

## 經歷
出生於兵庫縣神戶市須磨區。父親在長田區經營一家化學鞋製造公司，但進入大學後，家庭經濟惡化，靠著獎學金維持。
2021年3月22日，據傳擔任大阪府財政科財政科長的齋藤將參加同年7月舉行的2021年兵庫縣知事選舉，同月底齋藤從總務省退休。同日，他召開新聞發布會，在日本維新會支持下宣布參選兵庫縣知事選舉。2021年7月18日，齋藤當選兵庫縣知事，並以43歲之齡成為當時日本第二年輕的都道府縣知事。

## 爭議
2024年3月，兵庫縣前西播磨縣民局長渡瀨康英指控齋藤元彥涉嫌職場霸凌、擅自收取縣內企業禮品等7項罪名，卻遭到停職3個月處分。6月，兵庫縣議會成立調查委員會，渡瀨原定於7月19日出席作證，卻在7月7日被發現在家中自殺。其後多名縣政府職員亦指出齋藤有在上班時大聲斥責部下、以及朝同事砸文具用品等惡行。媒體以「八面楚歌」形容齋藤當時的狀態，兵庫縣議會內包括最大黨自民黨等五大派系均要求齋藤辭職問責，日本維新會亦先在9月8日決議要求他辭職，再於9日要求重選縣知事。然而面對下臺壓力，齋藤仍堅拒請辭，最終導致兵庫縣議會於9月19日全票通過對他的不信任動議，為日本史上第5例，之後齋藤必須辭職或解散縣議會重選。9月26日，齋藤宣佈將於30日下台，並將競逐在11月17日舉行的兵庫縣知事選舉，之後再在是次選舉中成功重新當選縣知事。